# Telothyria rava
Telothyria rava är en tvåvingeart som först beskrevs av Wulp 1890.  Telothyria rava ingår i släktet Telothyria och familjen parasitflugor. Inga underarter finns listade i Catalogue of Life.